# Benamocarra
Benamocarra es un municipio español de la provincia de Málaga, Andalucía, situado entre el litoral mediterráneo y el interior de la Comarca de la Axarquía, a 5 km de Vélez-Málaga, a 35 km de Málaga capital, a 12 minutos de la playa y a 45 minutos del aeropuerto de Málaga-Costa del Sol. La extensión del término municipal es de 5,74 km² y la altitud media es de 126 m. El municipio contaba en 2016 con 2999 habitantes según el Instituto Nacional de Estadística (INE).
El nombre de Benamocarra, viene del árabe donde Ben- significa hijo y Mocarra, es un nombre, por lo que se denomina "hijo de Mocarra".

## Geografía
Asentado sobre una zona ligeramente ondulada, el pueblo está rodeado por una serie de cerros encadenados, destacando la Loma de Rengel y el Cerro de la Jaula. Desde la cima del Cerro de la Jaula, auténtico mirador del pueblo, se divisan estupendas vistas de las Sierras de Tejeda, Almijara y Alhama, de los Montes de Málaga, de la Vega del Río Vélez y de la Costa Mediterránea.
Desde la provincia podremos acceder a esta pintoresca localidad axarqueña a través de la Autovía del Mediterráneo, y por el desvío en la autovía de las Pedrizas a la altura de Casabermeja (Carretera del Arco).
La benignidad de su clima viene dada por su situación geográfica entre el Valle del Río Vélez, los Montes de Málaga y las Sierras Tejeda y Almijara que la protegen de los vientos fríos. Está rodeada por una serie de cerros como el de la Jaula y la loma de Rengel, que actúan de freno y refugio frente a las inclemencias climáticas y los vientos del Norte. Posee un microclima de tipo mediterráneo con tendencia subtropical, por lo que se denomina como zona térmicamente privilegiada con temperaturas muy suaves y agradables durante todo el año.

## Geografía humana

### Demografía
Cuenta con una población de 3115 habitantes (INE 2024).
| Gráfica de evolución demográfica de Benamocarra entre 1842 y 2021                                                     |
| |
| Población de derecho según los censos de población del INE. Población de hecho según los censos de población del INE. |

### Economía

#### Evolución de la deuda viva municipal
| Gráfica de evolución de Deuda viva del Ayuntamiento de Benamocarra entre 2008 y 2019                                |
| |
| Deuda viva del Ayuntamiento de Benamocarra en miles de Euros según datos del Ministerio de Hacienda y Ad. Públicas. |

## Política

### Resultados de las elecciones municipales de 2023
| Candidatura     | Candidatura                              | Votos | %                               | Escaños                         |
| --------------- | ---------------------------------------- | ----- | ------------------------------- | ------------------------------- |
|                 | Por Mi Pueblo (PMP)                      | 1200  | 62,08                           | 7                               |
|                 | Partido Socialista Obrero Español (PSOE) | 699   | 36,16                           | 4                               |
|                 | Partido Popular (PP)                     | 26    | 1,35                            | 0                               |
| Votos en blanco | Votos en blanco                          | 8     | 0,41                            | n/a                             |
| Votos válidos   | Votos válidos                            | 1933  | 100                             | 11                              |
| Votos nulos     | Votos nulos                              | 33    | Participación: \| \| 83,45 % \| | Participación: \| \| 83,45 % \| |
| Votantes        | Votantes                                 | 1966  | Participación: \| \| 83,45 % \| | Participación: \| \| 83,45 % \| |
| Electores       | Electores                                | 2356  | Participación: \| \| 83,45 % \| | Participación: \| \| 83,45 % \| |
|                 | 83,45 %                                  |       |                                 |                                 |

| Periodo   | Nombre                                       | Partido       |
| --------- | -------------------------------------------- | ------------- |
| 1979-1983 | Salvador Palma Gutiérrez Octavio Mata Zamora | PSOE          |
| 1983-1987 | Salvador Palma Gutiérrez                     | PSOE          |
| 1987-1991 | José Díaz García                             | PSOE          |
| 1991-1995 | José Díaz García                             | PSOE          |
| 1995-1999 | José Díaz García                             | PSOE          |
| 1999-2003 | José Díaz García                             | PSOE          |
| 2003-2007 | Abdeslam Jesús Aoulad B.S. Lucena            | PA            |
| 2007-2011 | Abdeslam Jesús Aoulad B.S. Lucena            | PA            |
| 2011-2015 | Abdeslam Jesús Aoulad B.S. Lucena            | PP            |
| 2015-2019 | Abdeslam Jesús Aoulad B.S. Lucena            | Por Mi Pueblo |
| 2019-2023 | Abdeslam Jesús Aoulad B.S. Lucena            | Por Mi Pueblo |

## Cultura
A principios del siglo XIX se creó su primera banda musical, una de las más antiguas de la provincia de Málaga.
El pueblo tuvo el único teatro de la comarca de la Axarquía, el Teatro Miguel de Cervantes.
Benamocarra ha sido cuna de relevantes músicos, pintores y poetas, el más conocido de ellos es Eduardo Ocón Rivas, ilustre músico e hijo predilecto de la villa. Cercano a su casa se erige un monolito en su honor.

### Leyendas
Existe una leyenda de hace siglo y medio que narra cómo el regalo de un peregrino a una familia, un dibujo de Jesucristo en la pared en el que se reflejaba el rostro del peregrino, ha permanecido intacto a pesar de haber sido pintada la pared con cal.
Además, a esta población no llegó el brote de cólera que azotó a otros pueblos de la comarca: al parecer, a principios del siglo XIX, se trasladó desde Torre del Mar un Cristo que tenía fama de milagroso para pasearlo en procesión. Se cuenta que purificó todas las viviendas, las cuales permanecieron con las puertas y ventanas abiertas a su paso. Los portadores del trono se iban dando cuenta de que, al llevar el trono hacia su lugar de origen, este se hacía pesado, mientras que si cambiaban de dirección hacia el pueblo, volvían a ser capaces de moverlo.

## Gastronomía
Con respecto a los platos tradicionales que se elaboran en el municipio, encontramos el gazpacho frito, postre elaborado a base de harina, aceite, agua, vinagre y matalahúva, concluyendo con un rebozado en azúcar y canela.
Otro plato esencial en la gastronomía mocarreña son las "coles moreás", cuyo ingrediente principal son las coles, acompañadas de aceite, ajos y morcilla. Se suele acompañar de vino dulce moscatel típico de la zona.
Además tradicionalmente para el desayuno la Panadería Gonzalo comenzó a elaborar "ayuyas" que es un tipo de ensalada, a base de pan, ajos, aceite, pimienta y limón, y que hoy día se realizan en el municipio el día de Andalucía, a modo de desayuno típico Andaluz.

## Equipamientos y servicios públicos
El municipio de Benamocarra cuenta con una serie de servicios y de ofertas muy competetentes a nivel rural y vacacional, cuenta con un hotel de tres estrellas, situado en la calle Grupo Cerro, se sitúa en la cima del Cerro de la Jaula y desde allí se divisa todo el municipio, Vélez-Málaga, Canillas de Aceituno y Comares.
Cuenta también con apartamentos rurales de diversas características y ofertas, que cuentan con caballos para realizar rutas rurales de paseo por el campo, también se pueden realizar con bicicleta o andando.
Podemos encontrar también una piscina municipal de grandes dimensiones y con muy buenos servicios para sus usuarios, por otro lado para los aficionados al deporte también pueden acceder a pistas de tenis, pádel, ping-pong, baloncesto, piscina municipal, campo de fútbol con césped artificial y pabellón cubierto.
Cuenta con numerosas zonas verdes, parques y jardines, que ofrecen una gran relajación y descanso para el turista, entre ellas cabe destacar "El Coto Escolar", una amplia zona de acampada, que cuenta con un parque infantil en su interior, barbacoas, servicios, agua potable, electricidad, y está perimetralmente vallado.

## Servicios Educativos
Este municipio dispone de diferentes centros educativos, como la Escuela Infantil - Guardería Pedro Muñoz Arroyo el Centro Público de Educación Infantil y Primaria Eduardo Ocón Rivas y el Instituto de Enseñanza Secundaria La Maroma.

## Fiestas culturales y tradicionales
En este municipio se pueden encontrar numerosas fiestas a lo largo de todo el año.

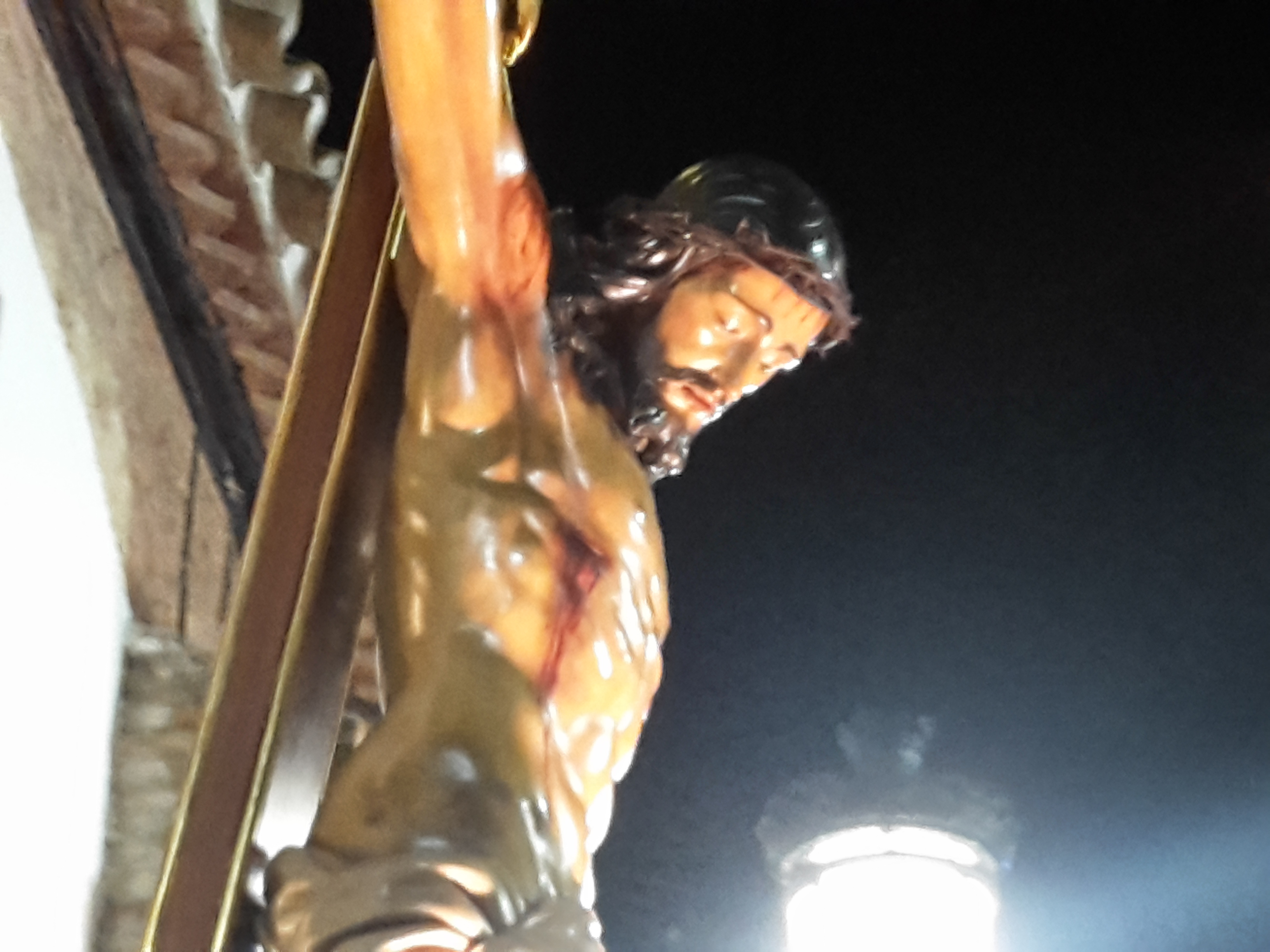

Podemos citar como la más importante la Fiesta del Cristo de la Salud que se realiza el penúltimo fin de semana de octubre y en ella se saca el trono del Santo Cristo de la Salud acompañado por el Rey, la Reina y sus damas de honor. Su duración es de cuatro días. Esta figura es muy venerada en la axarquía malagueña por sus milagros, observándose multitud de personas acompañando al Cristo con velas durante su procesión, como forma de agradecimiento a esa acción milagrosa obtenida.
Otra fiesta es la de San Isidro, que se suele realizar el domingo más próximo al 15 de mayo, su duración es de tres días y en ellos se saca a san Isidro. Junto a él, pasean por las calles de Benamocarra la Miss y el Míster primavera, elegidos cada fiesta avotación del pueblo. Esta fiesta se continua dos semanas después con la realización de la Romería de San Isidro, que discurre entre su ermita y el Coto escolar "Maestro Santiago Jaén" coincidiendo normalmente con la última semana de mayo, se hace el camino con caballos y carrozas acompañado de música.
Podemos ver también el Día de la Música, un día de homenaje al gran músico local Eduardo Ocón Rivas, en estas jornadas también se realizan degustaciones y exposiciones de pintura, de talleres, de artesanía... además del disfrute de diferentes agrupaciones musicales, bandas de música, tunas durante toda la jornada por el municipio.
También se puede ver la fiesta de "la Pava" que se trata de una especie de pequeña romería de un solo día de duración y que se realiza en el río Iznate en las cercanías de Benamocarra. En este día es típico la elaboración de "hornazos", una especie de pan que cubre un huevo cocido.
Otras fiestas ya más comunes con otros municipios, son "El Carnaval", "La Semana Santa" o la "Semana Cultural", entre otras.